# Sint-Henricuskerk (Amersfoort)
De Sint-Henricuskerk is een kerkgebouw uit 1908 in de stad Amersfoort in Nederland, ontworpen door de Amersfoortse architect Herman Kroes. De kerktoren is gebouwd in 1934. De kerk ligt tussen de Matthias Withoosstraat en de Paulus Borstraat in het Soesterkwartier van Amersfoort.
Rond 1998 was er een grootscheepse renovatie, waarbij de kerkzaal werd verkleind tot 450 zitplaatsen en er bedrijfsruimten en een wijkcentrum in het pand kwamen. Wegens deze verbouwing werd de kerkingang verplaatst van Paulus Borstraat naar de Matthias Withoosstraat.
Van 1908 tot 2014 was dit een rooms-katholieke parochiekerk. Nadat in 2010 de katholieke parochies van Amersfoort en Hoogland waren samengegaan in één Parochie Onze Lieve Vrouw van Amersfoort, zijn enkele gebouwen afgestoten, waaronder de Henricuskerk. Op 5 januari 2014 vond de laatste rooms-katholieke mis plaats in deze kerk. Wel vinden er sinds 2014 nog activiteiten van de katholieken uit de wijk, in het gebouw plaats. Het Mariabeeld uit de kerk is in april 2014 overgebracht naar de Sint-Josephkerk in Hooglanderveen.
Sinds najaar 2014 is dit de kerk van de Orthodoxe Parochie Amersfoort, oftewel de Kerk van de heilige Cornelius de Honderdman, die deel uitmaakt van het Russisch-orthodoxe Bisdom Den Haag en Nederland.